# Agatti Island
Agatti Island är en ö i Indien.   Den ligger i delstaten Lakshadweep, i den sydvästra delen av landet, 2 000 km söder om huvudstaden New Delhi. Arean är 2,7 kvadratkilometer. På ön ligger flygplatsen Agatti Airport.